# Pietro Rossi
Pietro Rossi (Florencia, 23 de enero de 1738 – Pisa, 21 de diciembre de 1804) fue un médico, naturalista y entomólogo toscano.

## Biografía
La carrera académica de Rossi es conducida en la Universidad de Pisa. Allí en 1759 obtendrá su doctorado en Filosofía y en Medicina. Entre 1763 a 1801 es profesor de lógica , hasta finalmente recibir, en 1801, la cátedra de Historia natural en el campo especial de la "Insectología", siendo el primer profesor de Entomología. Sus publicaciones, particularmente Fauna etrusca (1790) y Mantisesa insectorum (1792), son consideradas obras maestras de la Entomología, poseyendo aún validez científico en Taxonomía y en nomenclatura biológica.
Partes de su colecciones se encuentran en Johann Christian Ludwig Hellwig en Braunschweig, hoy en Humboldt Museum de historia natural de Berlín.
Luego de su fallecimiento, el Museo entomológico Pietro Rossi se integrará con el Museo Cívico de Historia Natural de Milán.

## Obra
- 1792. Mantissa Insectorum

- 1790. Fauna Etrusca: sistens insecta quae in Provinciis Florentina et Pisana praesertim collegit. 2 vols. Livorno

## Fuente
- Esta obra contiene una traducción  derivada de «Pietro Rossi» de Wikipedia en alemán, publicada por sus editores bajo la Licencia de documentación libre de GNU y la Licencia Creative Commons Atribución-CompartirIgual 4.0 Internacional.
- R. Poggi/B. Baccetti: Pietro Rossi, naturalista toscano del '1700. In: Accademici e qualche precursore, UN sguardo retrospettivo sull'entomologia italiana. Accademia Nazionale Italiana di Entomologia, Celebrazioni by i 50 anni di attività, Florenz 2001, p. 7-38
- La abreviatura «Rossi» se emplea para indicar a Pietro Rossi como autoridad en la descripción y clasificación científica de los vegetales.[1]